# 佩爾紹特拉夫內韋 (梅利托波爾區)
46°58′26″N 35°9′6″E / 46.97389°N 35.15167°E
佩爾紹特拉夫内韋（烏克蘭語：Першотравневе）是位於烏克蘭東南部的村莊，由扎波羅熱州梅利托波爾區的塞梅尼夫卡市鎮負責管轄。該村始建於1889年，面積0.68平方公里，海拔高度73米，2001年人口118，人口密度每平方公里173.3人。
2024年9月19日，乌克兰最高拉达将此村的名字改为卡尔内舍夫斯凯（烏克蘭語：Калнишевське）。